# II. Muávija omajjád kalifa
Muávija ibn Jazíd (arab betűkkel معاوية بن يزيد – Muʿāwīya ibn Yazīd; Damaszkusz, 661. március 28. – Damaszkusz, 684 januárja/februárja) volt a szunnita iszlám hetedik kalifája (uralkodott 683-tól haláláig vagy lemondásáig 684-ben), egyben a 750-ig uralkodó Omajjád-dinasztia ún. szufjánida ágának utolsó tagja.
I. Jazíd kalifa fiáról nagyon keveset tudunk. Apja úgy halt meg, hogy hadserege éppen Mekka városát ostromolta az Abdalláh ibn az-Zubajr vezette lázadókkal szemben, ám halálhírére abbamaradt a harc. Jazíd fia, Muávija még nagyon fiatal volt, és kétséges volt megválasztása, ezért az ostromot vezető hadvezér addigi célpontjának, a pietistákat vezető Ibn az-Zubajrnak kínálta fel a kalifátus trónját. Ő ezt visszautasította.
II. Muáviját végül mégis megválasztották, ám rendkívül rövid ideig uralkodott: vagy megmérgezték a hatalmukat féltő udvaroncok, vagy lemondott, és hamarosan meghalt. Gyermeke nem volt, így halála után komoly problémák merültek fel az örökösödésnél.

## Utódlás
Végül – messze nem egyhangúlag – a mértékadó körök egy omajjádot, az Oszmán kalifa udvarában medinai kormányzóként kitüntetett szerepet játszó Marván ibn al-Hakamot választották meg, aki a hátralevő időben uralkodó Omajjádok őse volt (innen nevük: Marvánidák). Ebbe azonban Ibn az-Zubajr nem volt hajlandó belenyugodni, és őt is kalifának proklamálták, amivel létrejött a medinai ellenkalifátus. A kalbiták és kajsziták versengése által súlyosbítva kirobbanó polgárháborúban a háridzsiták és az al-Muhtár vezette síiták is részt vettek, a helyzet konszolidálása csak Marván utóda, Abd al-Malik idejére érkezett el.